# Prémio Noburō Ōfuji
O Prémio Noburō Ōfuji (大藤信郎賞, Ōfuji Noburō shō) criado em 1961, é um prémio outorgado pela Mainichi Eiga Concours. Foi nomeado após a morte de Noburō Ōfuji.

## Vencedores
- 1962 -  Aru Machi Kado no Monogatari (ある街角の物語) de Osamu Tezuka
- 1963 - Wanpaku Ōji no Orochi Taiji
- 1979 - O Castelo de Cagliostro
- 1981 - Sero Hiki no Gōshu
- 1983 - Hadashi no Gen
- 1984 - Nausicaä do Vale do Vento
- 1985 - Ginga Tetsudō no Yoru
- 1986 - O Castelo no Céu
- 1988 - Tonari no Totoro
- 1995 - Memories (大友克洋) de Katsuhiro Otomo
- 1996 - Rusuban (るすばん) de N&G Production
- 1998 - Mizu no Sei Kappa Hyakuzu (水の精河童百図) de Shirokumi
- 1999 - Rōjin to Umi - The Old Man and the Sea (「老人と海」アレクサンドル・ペトロフと技術スタッフ) de Alexander Petrov
- 2000 - Blood: The Last Vampire de Hiroyuki Kitakubo/Production I.G
- 2001 - Kujira Tori (くじらとり) de Studio Ghibli
- 2002 - Sennen joyu (千年女優, Sennen Joyū) de Satoshi Kon/Madhouse
- 2003 - Fuyu no Hi (冬の日)
- 2004 - Mind Game (マインド・ゲーム) de Masaaki Yuasa/Studio 4°C
- 2005 - tough guy! de Shintarō Kishimoto
- 2006 - Tekkonkinkreet (鉄コン筋クリート, Tekkonkinkurīto) de Michael Arias/Studio 4°C
- 2007 - Kafuka: Inaka Isha (カフカ　田舎医者) de Koji Yamamura
- 2008 - Gake no Ue no Ponyo (崖の上のポニョ) de Hayao Miyazaki/Studio Ghibli
- 2009 - Denshin-Bashira Elemi no Koi de Hideto Nakata/Sovat Theater
- 2010 - Não houve premiação
- 2011 - 663114 de Isamu Hirabayashi
- 2012 - Combustible (火要鎮) de Katsuhiro Otomo[1]
- 2013 - The Moon That Fell Into the Sea (海に落ちた月の話) de Akira Oda[2][3]
- 2014 - Yodomi no Sawagi (澱みの騒ぎ) de Onohana
- 2015 - Suijun Genten (水準原点) de Ryo Orikasa[4]
- 2016 - Kono Sekai no Katasumi ni (この世界の片隅に) de Sunao Katabuchi[5]
- 2017 - Yoake Tsugeru Lu no Uta (夜明け告げるルーのうた) de Masaaki Yuasa[6]